# Katastrofa górnicza w El Teniente
Katastrofa górnicza w El Teniente, znana także jako La tragedia del humo jest największym pod względem liczby ofiar wypadkiem w kopalni w historii Chile. 
Katastrofa miała miejsce 19 czerwca 1945 roku w chilijskiej kopalni miedzi El Teniente, która znajdowała się pobliżu miejscowości Sewell w gminie Machalí. W wyniku katastrofy zginęło w sumie 355 górników, a 747 zostało rannych. Wielu górników zginęło poprzez zatrucie tlenkiem węgla w wyniku pożaru, który wybuchł w pobliżu kopalni, zatrzymując pod ziemią robotników. Nieprawidłowo oznakowane wyjścia awaryjne spowodowały, że pracownicy nie byli w stanie uciec przed płomieniami. Ratownicy spędzili 3 dni, próbując uwolnić górników, choć na próżno.